# Thrombophyton coronatum
Thrombophyton coronatum is een zachte koraalsoort uit de familie Alcyoniidae. De koraalsoort komt uit het geslacht Thrombophyton. Thrombophyton coronatum werd in 2003 voor het eerst wetenschappelijk beschreven door McFadden & Hochberg. 